# Untreue (Fluss)
Die Untreue, auch Untrügge genannt, ist ein Bach in Brilon. Sie entspringt westlich des Ortsteils Rösenbeck in etwa 480 m ü. NN. Der Bach fließt in südwestlicher Richtung ab, führt unter anderem an einem Campingplatz vorbei und nimmt das Wasser von zwei weiteren Gerinnen auf.
Nach einer Länge von 2,7 km, an einer Stelle südlich des Heimbergs westlich des Flugplatzes Brilon/Hochsauerland und der Landesstraße 913, verschwindet das Gewässer vollständig auf 441 m ü. NN in einem Ponor des Briloner Massenkalks. Das Schwalgloch und Umgebung liegen im Naturdenkmal Schwalgloch Untreue.

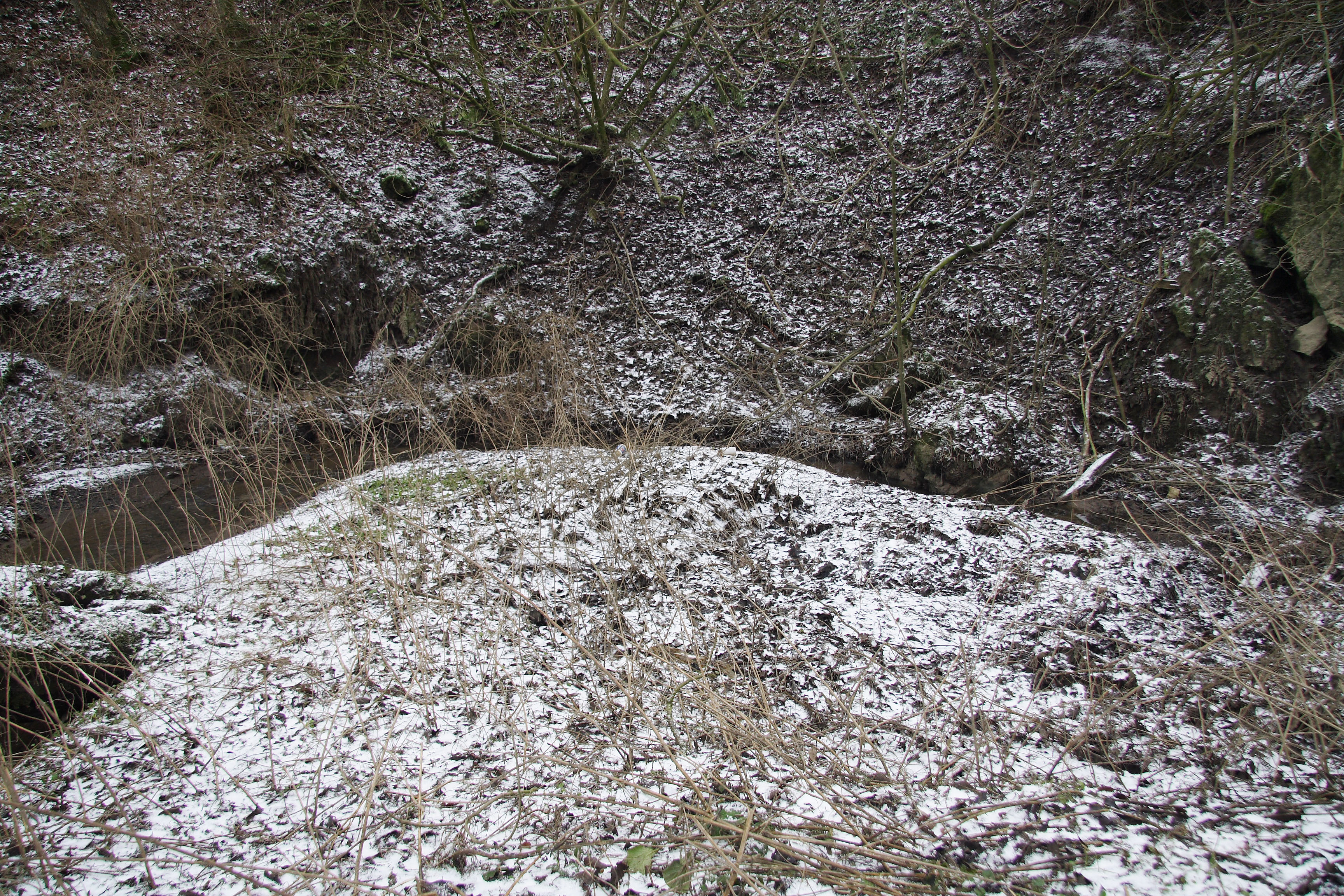
Bachschwinde der Untreue